# Martin Sinković
Martin Sinković (* 10. listopadu 1989, Záhřeb) je chorvatský veslař. Na olympijských hrách 2016 v Riu de Janeiro získal zlatou medaili na dvojskifu a na olympijských hrách 2012 v Londýně stříbrnou medaili na párové čtyřce. Je čtyřnásobným mistrem světa, dvakrát byl členem vítězné posádky párové čtyřky a dvakrát zvítězil na dvojskifu. Všechny své medaile získal společně se svým starším bratrem Valentem. Do roku 2013 spolu jezdili na párové čtyřce a od roku 2014 spolu jezdí na dvojskifu.